# Lise Simms
Elisabeth Caroline Simms, conosciuta come Lise Simms (Colorado, 17 marzo 1963), è una cantante, attrice e ballerina statunitense.

## Filmografia

### Cinema
- Perry Mason: Fiori d'arancio (1992)
- The Dentist (1996) - Paula Roberts
- The Omega Code (1999) - Reporter
- Dragonfly - Il segno della libellula (2002) - Infermiera
- Suits on the Loose (2006) - Christine
- Snow Buddies (2008) - Meg Bilson

### Televisione
- The Young and the Restless (1973) - Connie Wayne (1999)
- Ellen (1995) - Lesly
- Madtv (1995) - Executive numero 2
- Love & War (1995) - Cliente donna numero 1
- Sisters (1996) - Reporter donna
- Maybe This Time (1996) - Suzi.
- Sunset Beach (1997) - Infermiera Kathy Baker
- Star Trek: Voyager (1997) - Moglie di Annorax
- Una famiglia del terzo tipo (1997) - Gabby
- Jarod il camaleonte (1998) - Reporter
- Providence (1999) - Shelly.
- Friends (1999) - Kara
- Geena Davis Show (2000) - Natalie
- Opposite Sex (2000) - Madre di Phil
- Ladies Man (2000) - Shirl Henderson
- L'atelier di Veronica (2000) - Istruttrice di yoga
- Express Yourself (2001) - Se stessa (2004-present)
- Star Trek: Away Team (2001) - T'Andorian
- Birds of Prey (2002) - Detective Grace Tanner
- Tutto in famiglia (2002) - assistente di volo
- Area (2002) - Se stessa
- Dragnet (2003) - Brenda
- Phil dal futuro (2004) - Barbara Diffy
- Nikki (2001) - Stephanie
- Give Me Five (2004) - Coach Allison
- Night Stalker (2005) - TV reporter
- E.R. - Medici in prima linea (2006) - Emcee
- 90210 (2008)
- Castle – serie TV, episodio 8x04 (2015)

## Doppiatrici italiane
Nelle versioni in italiano delle opere in cui ha recitato, Lise Simms è stata doppiata da:
- Alessandra Korompay in Phil dal futuro[1]
- Barbara Berengo Gardin in Supercuccioli sulla neve[2]
- Irene Di Valmo in Grey's Anatomy[1]
- Sabrina Duranti in Castle[3]
- Michela Alborghetti in NCIS - Unità anticrimine[4]